# Кейт Кепшоу
Кетлін Сью Спілберг (до шлюбу Нейл), відоміша під псевдонімом Кейт Кепшоу (англ. Kate Capshaw) — американська акторка, продюсерка, модель та феміністка. Відома роллю співачки Віллі Скотт у фільмі Індіана Джонс і Храм Долі (1984) її чоловіка Стівена Спілберга. Знімалася у фільмах «Пейзаж мрій» (1984), «Влада» (1986), «Космічний табір» (1986), «Чорний дощ» (1989), «Любовна історія» (1994), «Справедливий суд» (1995) та «Любовний лист» (1999).

## Раннє життя
Кетлін Сью Нейл народилася у Форт-Верті у штаті Техас, у сім'ї туристичної агентки та косметологині Беверлі Сью (до шлюбу Саймон) та співробітника авіакомпанії Едвіна Леона Найла. Вона переїхала до Сент-Луїса в Міссурі. Отримала вищу освіту в Університеті Міссурі, де вона була членкинею сестринства Альфа Дельта Пі. Викладала в середній школі в Ешленді та середній школі Рок-Бридж у Колумбії (штат Міссурі).
Кейт Нейл одружилася з менеджером з маркетингу Роберта Кепшоу у січні 1976 року і народила доньку Джессіку Кепшоу. У 1980 році пара розлучилася. Однак Кейт зберегла прізвище Кепшоу, яке використовувала для свого сценічного імені.

## Кар'єра
Кепшоу переїхала до Нью-Йорка, щоб здійснити мрію про акторську кар'єру. Отримала свою першу роль у мильній опері «На порозі ночі». Після прослуховування на невелику роль у фільмі «Маленький секс» їй запропонували головну роль. Вона знялася у фільмі «Пейзаж мрій» у 1984 році.
Вона познайомилася з кінорежисером і майбутнім чоловіком Стівеном Спілбергом, зігравши роль Віллі Скотт у фільмі «Індіана Джонс і Храм Долі» (1984). Кепшоу знялася разом з Гаррісоном Фордом, який зіграв Індіану Джонса. Крім того, вона знялася у ролі Енді Бергстром, привабливої і суворої, але розчарованої інструкторки табору у фільмі «Космічний табір» 1986 року, разом з Річардом Гіром та Джином Гекманом у фільмі «Влада» (1986), а також знялася як Сюзанна МакКаскель у фільмі «Швидкі та мертві» (1987) з Семом Елліоттом. Кепшоу також знялася у шпигунському фільмі «Її таємне життя».
З кінця 1980 -х до 1990 -х років Кепшоу зіграла у кількох фільмах. Вона знімалася разом з Майклом Дугласом та Енді Гарсією у фільмі «Чорний дощ» (1989), Шоном Коннері та Лоуренсом Фішберном у фільмі «Справедливий суд» (1995), а також Ворреном Бітті та Аннетт Бенінг у «Любовному романі» (1994). Вона також була представлена у фільмі 1997 року «Сигналізатор» з Девідом Аркеттом та Стенлі Туччі. У 1999 році вона знялася та продюсувала фільм «Любовний лист».
У 2001 році Кейт Кепшоу завершила акторську кар'єру.

## Особисте життя
Під час зйомок фільму «Індіана Джонс і Храм Долі» (1984) Кепшоу зблизилася з режисером Стівеном Спілбергом, з яким 12 жовтня 1991 року одружилася. Початково єпископалка, вона перед весіллям прийняла іудаїзм.
Сім'я виховувала семеро дітей.
- Джессіка Кепшоу — дочка від першого шлюбу з Робертом Кепшоу
- Макс Семюель Спілберг — син від першого шлюбу Спілберга з актрисою Емі Ірвінг
- Тео Спілберг — усиновлений Кепшоу до її шлюбу зі Спілбергом, який згодом також усиновив його[13]
- Саша Ребекка Спілберг[14]
- Соєр Ейвері Спілберг[15]
- Мікаела Джордж — усиновлена зі Спілбергом[16]
- Дестрі Аллін Спілберг[17]

Кепшоу підтримала кандидата у президента США від демократів Барака Обаму у 2012 році.
Згідно з офіційними даними Федеральної виборчої комісії, Кепшоу пожертвувала 250 000 доларів на підтримку виборів кандидата в президенти США від демократів 2020 року Джо Байдена.
У 2022 році у зв'язку із російським вторгненням в Україну  разом із чоловіком передала один мільйон доларів кільком українським організаціям та сусіднім країнам, які приймають біженців.

## Фільмографія
| Рік  |    | Українська назва               | Оригінальна назва                    | Роль                   |
| ---- | -- | ------------------------------ | ------------------------------------ | ---------------------- |
| 1981 | с  | На порозі ночі                 | The Edge of Night                    | Jinx Avery Mallory #1  |
| 1982 | ф  | Маленький секс                 | A Little Sex                         | Кетрін Гаррісон        |
| 1982 | тф | Зниклі діти: Історія матері    | Missing Children: A Mother's Story   | Елейн Роджерс          |
| 1984 | ф  | Індіана Джонс і Храм Долі      | Indiana Jones and the Temple of Doom | Віллі Скотт            |
| 1984 | ф  | Найкращий захист               | Best Defense                         | Лора Купер             |
| 1984 | ф  | Пейзаж мрій                    | Dreamscape                           | Джейн ДеВріс           |
| 1984 | ф  |                                | Windy City                           | Емілі Рубенс           |
| 1986 | ф  | Влада                          | Power                                | Сідні Беттерман        |
| 1986 | ф  | Космічний табір                | SpaceCamp                            | Енді Бергстром         |
| 1987 | ф  | Швидкі та мертві               | The Quick and the Dead               | Сюзанна МакКаскель     |
| 1987 | тф | Її таємне життя                | Her Secret Life                      | Енні                   |
| 1988 | ф  | Приватні справи                | Private Affairs                      | брюнетка               |
| 1988 | тф | Внутрішні справи               | Internal Affairs                     | Джоанна Гейтс          |
| 1989 | ф  | Чорний дощ                     | Black Rain                           | Джойс                  |
| 1990 | ф  | Випадкова любов                | Love at Large                        | Елен Макгроу           |
| 1991 | ф  | Мої герої завжди були ковбоями | My Heroes Have Always Been Cowboys   | Джолі Медоуз           |
| 1993 | с  |                                | Black Tie Affair                     | Марго Коді (13 серій)  |
| 1994 | ф  | Любовна історія                | Love Affair                          | Лінн Вівер             |
| 1994 | тф | Наступні двері                 | Next Door                            | Карен Колер            |
| 1995 | ф  | Справедливий суд               | Just Cause                           | Лорі Прентіс Армстронг |
| 1995 | ф  | Клаптева ковдра                | How to Make an American Quilt        | Саллі Додд             |
| 1996 | кф | Герцог Гроув                   | Duke of Groove                       | Ребека                 |
| 1997 | ф  |                                | The Locusts                          | Даліла Ешфорд Поттс    |
| 1997 | ф  |                                | The Alarmist                         | Гейл Анкона            |
| 1999 | ф  | Любовний лист                  | The Love Letter                      | Хелен МакФарквар       |
| 2001 | тф |                                | A Girl Thing                         | Кейсі Монтгомері       |
| 2001 | тф |                                | Due East                             | Беккі Пердью           |